# Münchner Vorstadtbrettl
Das Münchner Vorstadtbrettl ist eine bayerische Volkssängerbühne nach alter Münchner Volkssängertradition.

## Geschichte
Gegründet würde das Münchner Vorstadtbrettl 1971 von Volksschauspieler Karl Brenner. Jahrelang spielte das Brettl im Saal der Gaststätte Bayrischer Herold in der Lindwurmstraße und war neben dem damals noch existierenden Platzl die erfolgreichste Bühne in der Pflege alter Münchner Komiker-Tradition. Im Lauf der Jahre kam es zu mehreren Umzügen der Bühne, teilweise verlegte man sich auch darauf, nur noch Gastspiele zu geben. Seit April 1999 hat das Vorstadtbrettl sein ursprüngliches Domizil wieder eingenommen und spielt jährlich mehrere Programmstaffeln im Saal des Bayrischen Heroldes, einer traditionsreichen Gaststätte, in der schon Hans Steyrer an der Schenke stand.
Bis 1999 stand Karl Brenner an der Spitze des Münchner Vorstadtbrettls, bevor er seinem Sohn Raimund die künstlerische Leitung des Theaters übergab.
Im Juni 1973 arrangierte Karl Brenner mit dem Münchner Vorstadtbrettl den 60. Geburtstag seiner königlichen Hoheit Prinz Ludwig von Bayern, im Schloss Leutstetten vor prominenten Gäste, u. a. vier Wittelsbacher-Generationen, der damalige Landespräsident Rudolf Hanauer, der damalige Landrat Rudolf Widmann, die Witwe vom Weiß Ferdl und dem Volkssänger Schmid-Wildy.

## Gastauftritte im Ausland
- September 1972: Mount Clemens, Michigan (USA)

Schon kurz nach der Gründung wurde das Münchner Vorstadtbrettl engagiert, von 7. bis 24. September das 11. German Oktoberfest in Mount Clemens, Michigan "durch Auftreten in den Trachten zu verschönern" wie es im Wortlaut des Vertrages hieß. Der damalige bayerischen Ministerpräsident Alfons Goppel sandte durch sie ein Grußwort an die Veranstalter.
- September 1975: Camp Shilo, Manitoba (Kanada)

Im Auftrag des deutschen Verteidigungsministeriums gastierte das Münchner Vorstadtbrettl im kanadischen Camp Shilo, einem Stützpunkt der kanadischen Streitkräfte, der auch der Bundeswehr zur Panzerausbildung dient. Neben der "musikalischen Truppenbetreuung" für deutsche und kanadische Truppen war auch eine öffentliche Sondervorstellung im Theater von Brandon, Manitoba zu absolvieren.

## Mitglieder
Das Ensemble des Münchner Vorstadtbrettl bestand zuletzt aus zehn Mitgliedern, teils bekannt aus Funk und Fernsehen sowie Tourneeprogrammen in Deutschland.

## Programm
Mit dem Herbstprogramm 2008 stellte das Münchner Vorstadtbrettl den Spielbetrieb ein.